# Хрісеїда
Хрісеїда (грец. Χρυσηίδα) — дочка жерця Аполлона Хріса Астінома, бранка Агамемнона. Ім'я вперше було зустрінено в «Іліаді», а саме дочка Хріса. Втім пізніше давньогрецькі автори повернули їй справжнє ім'я — Астінома.
Незважаючи на благання батька, Агамемнон відмовився відпустити її. Така зневага до жерця викликала гнів Аполлона, який наслав на грецьке військо страшну моровицю. За порадою Калханта, щоб відвернути гнів бога, Агамемнон погодився повернути Хрісеїду батькові. За рішенням зборів Хрисеїда вирушає до батька з Одіссеєм, дарами і жертвами для бога Аполлона.
Хрісеїда — одна з Океанід, дочка Океана і Тетії.